# Élections territoriales néo-calédoniennes de 1962
Les élections territoriales de 1962 eurent lieu le 15 avril pour renouveler l'Assemblée territoriale de la Nouvelle-Calédonie, dissoute par le décret n° 62-252 du président de la République Charles de Gaulle pris en conseil des ministres le 9 mars précédent.

## Contexte
La tension est toujours vive au sein de la classe politique locale (un attentat contre le bâtiment de l'Assemblée territoriale a lieu le 8 mars 1962, sans faire de blessé ni de dégâts importants, et sans que les auteurs n'aient pu être identifiés). L'Union calédonienne a connu ses premières défections en 1960, avec la dissidence de l'essentiel des dirigeants de l'Association des indigènes calédoniens et loyaltiens français (AICLF), l'un des deux mouvements d'inspiration confessionnelle (protestante, en l'occurrence) de défense des droits des mélanésiens qui avaient abouti à la création de l'UC derrière le « député des Kanaks » Maurice Lenormand. Ainsi, lors du IVe Congrès du parti tenu à Nouméa dans la salle de cinéma Tropic du 4 au 7 novembre 1960, le pasteur Raymond Charlemagne (véritable père spirituel de l'AICLF et autorité morale à l'UC), le vice-président du conseil de gouvernement Michel Kauma, le dirigeant de l'AICLF Doui Matayo Wetta, le conseiller territorial Kiolet Néa Galet ou encore Auguste Parawi-Reybas quittent le « parti à la Croix verte ». Pour les élections de 1962, ils forment des listes communes baptisées « Entente » avec l'UNR locale de Georges Chatenay, celui-ci s'étant détaché du Rassemblement calédonien (Rascal) qui avait uni la droite néo-calédonienne et anti-UC en 1958. Le Rascal du sénateur Henri Lafleur maintient des listes dans deux circonscriptions sur quatre : le sud et l'ouest.

## Organisation du scrutin
Le scrutin a lieu au suffrage universel direct, pour pourvoir pour un mandat de cinq ans à la proportionnelle de liste 30 sièges répartis en quatre circonscriptions : 
- sud : 10 sièges, 7 listes dont 3 principales (UC, Rascal et Entente) ;
- ouest : 8 sièges, 3 listes (UC, Rascal et Entente) ;
- est : 7 sièges, 2 listes (UC et Entente) ;
- îles Loyauté : 5 sièges, 2 listes (UC et Entente).

## Résultats
- Union calédonienne (centre autonomiste, menée par le député proche MRP Maurice Lenormand) : 13 963 (55,3 %), 18 sièges
  - Sud : 3 419 (45 %), 6 élus (Rock Pidjot, Armand Ohlen, Antoine Griscelli, Evenor de Greslan, Luc Chevalier, Kamandji Ouamambare)
  - Ouest : 5 élus (Maurice Lenormand, Gabriel Païta, Georges Nagle, Lucien Allard, Gaston Belouma)
  - Est : 4 élus (Michel Devillers, Théophile Wakolo Pouyé, Émile Wénou Néchero, Guy Leroy)
  - Îles : 3 élus (Paul Katrei, Gope-Laguise Iekawé, Fleury Trongadjo)
- Entente (UNR locale et dissidents de l'UC, droite gaulliste, menée par l'avocat Georges Chatenay) : 9 sièges 
  - Sud : 2 élus (Georges Chatenay, Thomas Hagen)
  - Ouest : 2 élus (René Hénin, Edmond Nékiriai)
  - Est : 3 élus (Doui Matayo Wetta, Bernard Brou, Kiolet Néa Galet)
  - Îles : 2 élus (Michel Kauma, Henri Naisseline)
- Rassemblement calédonien (droite RI, mené par le sénateur Républicains indépendants Henri Lafleur) : 3 sièges
  - Sud : 2 élus (Henri Lafleur, Albert Rapadzi)
  - Ouest : 1 élu (Marcel Bordes)

| Liste | Liste                    | Dirigeant         | Résultat par circonscription | Résultat par circonscription | Résultat par circonscription | Résultat par circonscription | Résultat par circonscription | Résultat par circonscription | Résultat par circonscription | Résultat par circonscription | Résultat par circonscription | Résultat par circonscription | Résultat par circonscription | Résultat par circonscription | Totaux  | Totaux  | Totaux  | Totaux | Totaux |
| Liste | Liste                    | Dirigeant         | Sud                          | Sud                          | Sud                          | Ouest                        | Ouest                        | Ouest                        | Est                          | Est                          | Est                          | Îles                         | Îles                         | Îles                         | Totaux  | Totaux  | Totaux  | Totaux | Totaux |
| Liste | Liste                    | Dirigeant         | Voix                         | %                            | Sièges                       | Voix                         | %                            | Sièges                       | Voix                         | %                            | Sièges                       | Voix                         | %                            | Sièges                       | Voix    | %       | ±       | Sièges | ±      |
| ----- | ------------------------ | ----------------- | ---------------------------- | ---------------------------- | ---------------------------- | ---------------------------- | ---------------------------- | ---------------------------- | ---------------------------- | ---------------------------- | ---------------------------- | ---------------------------- | ---------------------------- | ---------------------------- | ------- | ------- | ------- | ------ | ------ |
|       | Union calédonienne       | Maurice Lenormand | 3 419                        | 45%                          | 6                            |                              |                              | 5                            |                              |                              | 4                            |                              |                              | 3                            | 13 963  | 55,3%   | 2.0     | 18     | =      |
|       | Entente                  | Georges Chatenay  |                              |                              | 2                            |                              |                              | 2                            |                              |                              | 3                            |                              |                              | 2                            |         |         |         | 9      | 9      |
|       | Rassemblement calédonien | Henri Lafleur     |                              |                              | 2                            |                              |                              | 1                            | –                            | –                            | –                            | –                            | –                            | –                            |         |         |         | 3      | 8      |
| Total | Total                    | Total             | ~7 598                       | ~7 598                       | 10                           |                              |                              | 8                            |                              |                              | 7                            |                              |                              | 5                            | ~25 250 | ~25 250 | ~25 250 | 30     | =      |

| Circonscription | Union Calédonienne                                                                                         | Entente                                               | Rassemblement Calédonien         |
| --------------- | --- | ----------------------------------------------------- | -------------------------------- |
| Sud             | - Rock Pidjot - Armand Ohlen - Antoine Griscelli - Evenor de Greslan - Luc Chevalier - Kamandji Ouamambare | - Georges Chatenay - Thomas Hagen                     | - Henri Lafleur - Albert Rapadzi |
| Ouest           | - Maurice Lenormand - Gabriel Païta - Georges Nagle - Lucien Allard - Gaston Belouma                       | - René Hénin - Edmond Nékiriai                        | - Marcel Bordes                  |
| Est             | - Michel Devillers - Théophile Wakolo Pouyé - Émile Wénou Néchero - Guy Leroy                              | - Doui Matayo Wetta - Bernard Brou - Kiolet Néa Galet |                                  |
| Îles            | - Paul Katrei - Gope-Laguise Iekawé - Fleury Trongadjo                                                     | - Michel Kauma - Henri Naisseline                     |                                  |

## Conséquences
L'Union calédonienne conserve sa majorité de 18 sièges sur 30 et continue sa progression électorale à Nouméa et le sud, réussissant pour la première fois à y dépasser la droite locale en nombre de voix. Cette dernière gagne des voix toutefois dans l'est et des îles, notamment grâce au ralliement d'une AICLF très influente dans ces deux circonscriptions à fortes communautés protestantes. Antoine Griscelli est réélu président de l'Assemblée territoriale. Le nouveau conseil de gouvernement est élu le 29 avril et l'Union calédonienne y retrouve entièrement le contrôle qu'il avait perdu lors de la fronde de son vice-président Michel Kauma en 1960. Ses membres sont : Rock Pidjot (vice-président du conseil de gouvernement), Yann Céléné Uregeï, Pierre Gomez, Jean Hénin, Jean Le Borgne, Pouye Wakolo et Albert Satragne.

## Élections partielles de la circonscription Sud
Les élections dans la circonscription Sud sont annulées le 6 juin 1962 par le conseil du contentieux administratif du Conseil d'État, saisi le 4 mai par Georges Chatenay. Des élections partielles sont donc organisées le 4 novembre suivant. 
Résultats :
- Union calédonienne : 3 967 (49,8 %), 5 élus (Rock Pidjot, Armand Ohlen, Antoine Griscelli, Evenor de Greslan, Luc Chevalier).
- Entente (union de toute la droite) : 3 617 (45,4 %), 5 élus (Henri Lafleur, Georges Chatenay, Claude Parazols, Thomas Hagen, M. Berge).